# لمراس (تامدة)
لمراس هو دُوَّار يقع بجماعة كدية بني دغوغ، إقليم سيدي بنور، جهة الدار البيضاء سطات في المملكة المغربية. ينتمي الدوّار لمشيخة تامدة التي تضم 20 دواوير. يقدر عدد سكانه بـ 483 نسمة حسب الإحصاء الرسمي للسكان والسكنى لسنة 2004.

## روابط خارجية
- البوابة الوطنية للجماعات الترابية نسخة محفوظة 12 مارس 2018 على موقع واي باك مشين.
- المندوبية السامية للتخطيط